# 103 Pułk Piechoty Liniowej (Francja)
103 pułk piechoty liniowej – jeden z francuskich pułków piechoty okresu wojen napoleońskich. Wchodził w skład Wielkiej Armii Cesarstwa Francuskiego.

## Działania zbrojne
- 1792: Thionville
- 1796: Rastadt, Biberach, Emmendingen i Kehl
- 1798: Chur
- 1799: Zurych
- 1800: Ampfing i Hohenlinden
- 1805: Diernstein
- 1806: Jena
- 1807: Ostrołęka
- 1809: Saragossa, Ebersberg, Essling i Ocana
- 1810: Ronda i Mogues
- 1811: Frejenas, Badajoz, Fuentes de Oñoro i Albuera
- 1813: Lutzen, Wurschen, Pirna, Toplitz, Griersberg, Lipsk i Hanau
- 1813: Miranda, Vila-real, Vittoria, Urdache i Col de Maya
- 1814: Orthez i Tuluza